# Будина, Евдокия Фёдоровна
Евдокия Фёдоровна Будина (26 февраля [10 марта] 1904, Удмуртский Лем, Вятская губерния — 17 июля 1974) — советский хозяйственный, государственный и политический деятель. Член КПСС.

## Биография
Родилась в 1904 году в крестьянской семье в деревне Удмурт-Лем.
С 1922 года — на хозяйственной, общественной и политической работе. В 1922—1964 гг. — стахановка-телятница, старшая телятница, заведующая животноводством колхоза «Молодая Республика» в селе Удмурт-Лем, в течение 5 лет сохранила 840 телят, в первые 2 года пало 4 теленка, а последние 3 года не было ни одного падежа.
Избиралась депутатом Верховного Совета СССР 1-го созыва.
Умерла в 1974 году.